# Peltidium angulatum
Peltidium angulatum is een eenoogkreeftjessoort uit de familie van de Peltidiidae. De wetenschappelijke naam van de soort is voor het eerst geldig gepubliceerd in 1903 door Thompson I.C. & Scott A..